# Nić (film 2009)
Nić (fr. Le fil) – francusko-belgijsko-tunezyjski dramat filmowy z 2009 roku w reżyserii Mehdiego Bena Attii. Pod względem gatunkowym Nić stanowi połączenie dramatu i romansu.
Światowa premiera filmu miała miejsce w 2009 roku we Francji. Nić otwierała też Międzynarodowy Festiwal Filmowy w Turynie, któremu patronowała Claudia Cardinale.

## Problematyka
Przy okazji opowiadania historii romansu Malika i Bilala reżyser Mehdi Ben Atta zwraca uwagę na problem życia w zgodzie ze sobą w świecie pełnym uprzedzeń i stereotypów. Ważnym tematem filmu jest również podjęcie próby zaakceptowania orientacji seksualnej dorosłego syna przez matkę. Postać, w którą wcieliła się Claudia Cardinale, sygnalizuje też problem popełnienia mezaliansu. Nić wzbudziła wiele kontrowersji ze względu na pochodzenie reżysera oraz osadzenie akcji w Tunezji i szybko została okrzyknięta "pierwszym arabskim filmem gejowskim".